# Micheline Béjaud
Micheline Béjaud, née le 22 février 1931 à Montpellier et morte le 19 janvier 1992 dans la même ville, est une joueuse française de basket-ball.

## Biographie
Micheline Béjaud est capitaine du Fémina Sport Montpellier dans les années 1950, remportant notamment le Championnat de France en 1953.

## Palmarès

### Sélection nationale
Championnat du monde
- Médaille de bronze du Championnat du monde 1953 au Chili

Championnat d'Europe
- 4e du Championnat d'Europe 1950 en Hongrie
- 6e du Championnat d'Europe 1954 en Yougoslavie
- 7e du Championnat d'Europe 1952 en URSS

Autres
- Début en Équipe de France le 4 janvier 1950 à Nice contre l'Équipe d'Italie
- Dernière sélection le 20 mars 1955 à Paris contre l'Équipe de Bulgarie[2].